# Pont ferroviaire de Maisons-Laffitte
Les ponts ferroviaires de Maisons-Laffitte sont un ensemble de deux ponts successifs situés sur la ligne Paris-Le Havre, assurant le franchissement de la Seine entre les communes de  Maisons-Laffitte et Sartrouville  dans le département des Yvelines (France), en s'appuyant sur l'île de la Commune. Le premier pont, à une seule arche, franchit le petit bras de la Seine entre la rive gauche (côté Maisons-Laffitte) et l'île de la Commune, et le second, à cinq arches, franchit le grand bras entre l'île et la rive droite du fleuve (côté Sartrouville).
Ces ponts sont utilisés par divers services de trains de voyageurs, notamment ceux de la ligne de Paris-Saint-Lazare au Havre,  de la relation de Paris-Saint-Lazare à Cherbourg, de la ligne A du RER d'Île-de-France et de la ligne L du Transilien, ainsi que par des trains de fret. Ils devraient être utilisés dans l'avenir par les trains de la ligne E du RER prolongée jusqu'à Mantes-la-Jolie à partir de 2024.

## Historique

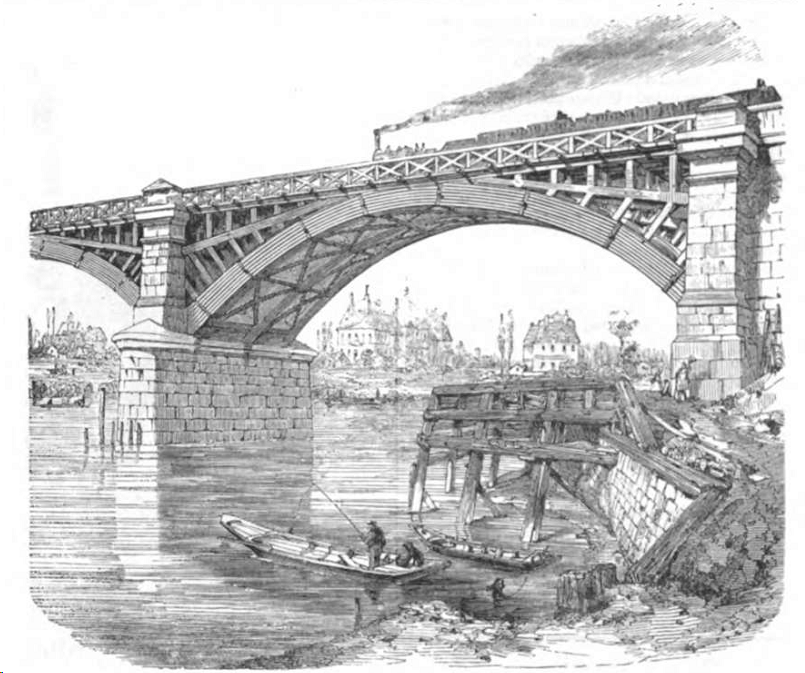
Gravure représentant une arche du pont de 1843 sur le grand bras en charpente de bois.

Les premiers ponts ont été construits avec des arches en charpente reposant sur des piles en pierre en 1843, lors de la création de la ligne de Paris à Rouen. Le pont sur le grand bras, d'une longueur totale entre culées de 129 mètres, se composait de quatre arches et celui sur le petit bras d'une seule arche.
En 1859, les tabliers sont remplacés par des tabliers métalliques soutenus par des arches en fonte reposant sur les piles préexistantes. Les arches avaient toutes une largeur de 30 mètres, avec une hauteur libre sous l'intrados de 12 mètres (11,5 m pour l'arche du petit bras).

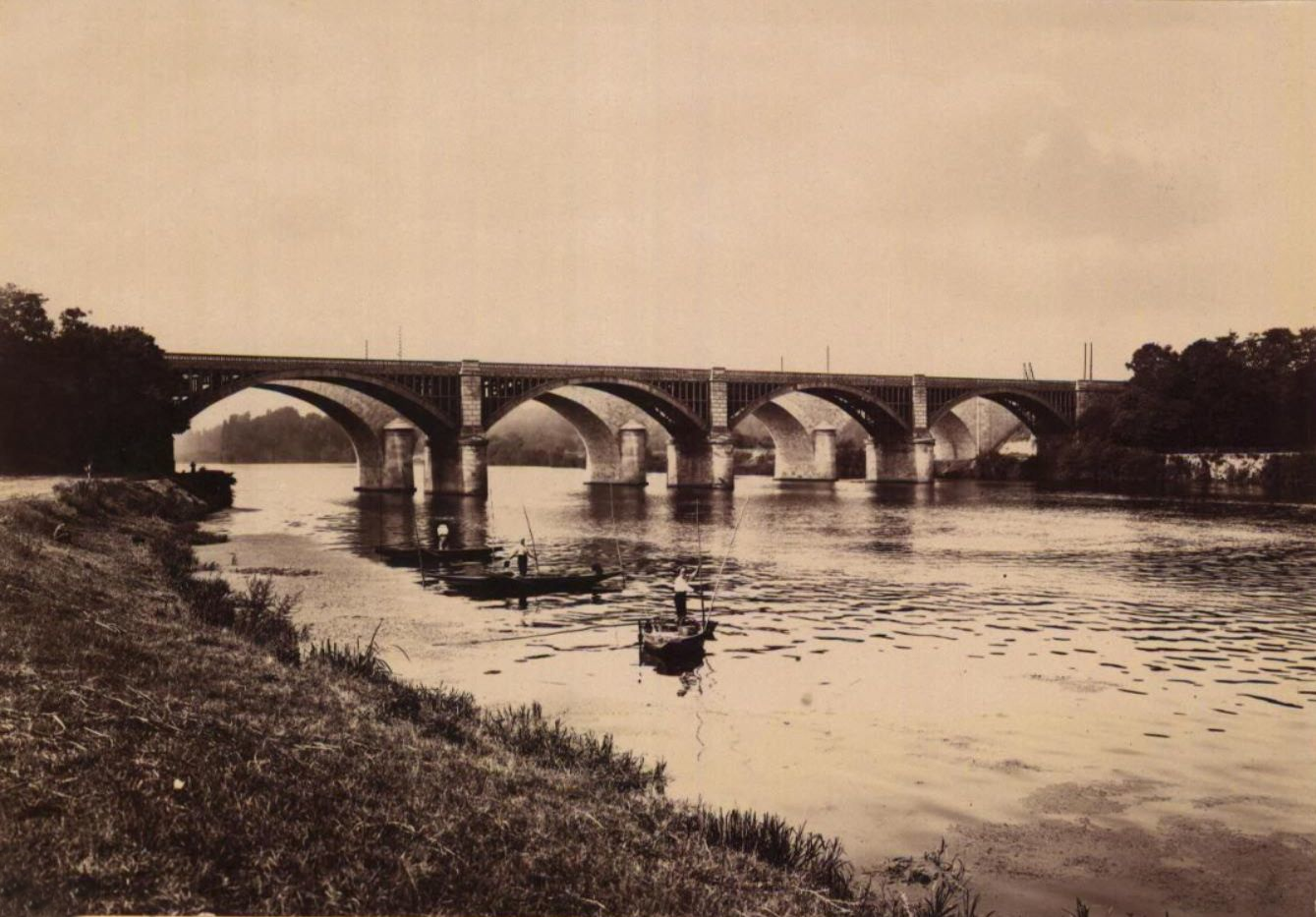
L'ancien pont ferroviaire en fonte, devant le nouveau en pierre, vue prise de l'aval, rive droite, probablement en 1895.

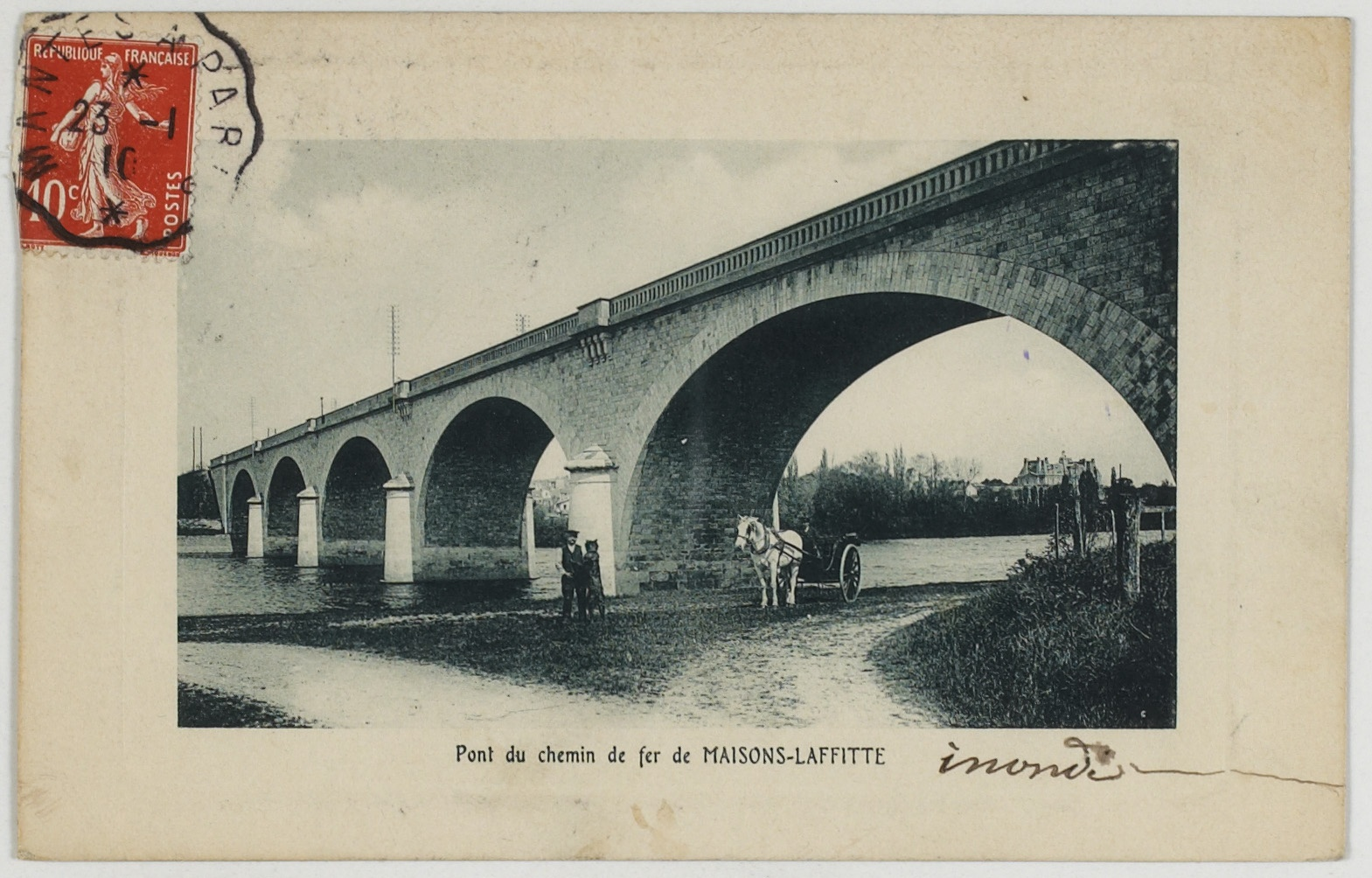
Le pont de pierre de 1895 sur le bras principal de la Seine (carte postale, vers 1900).

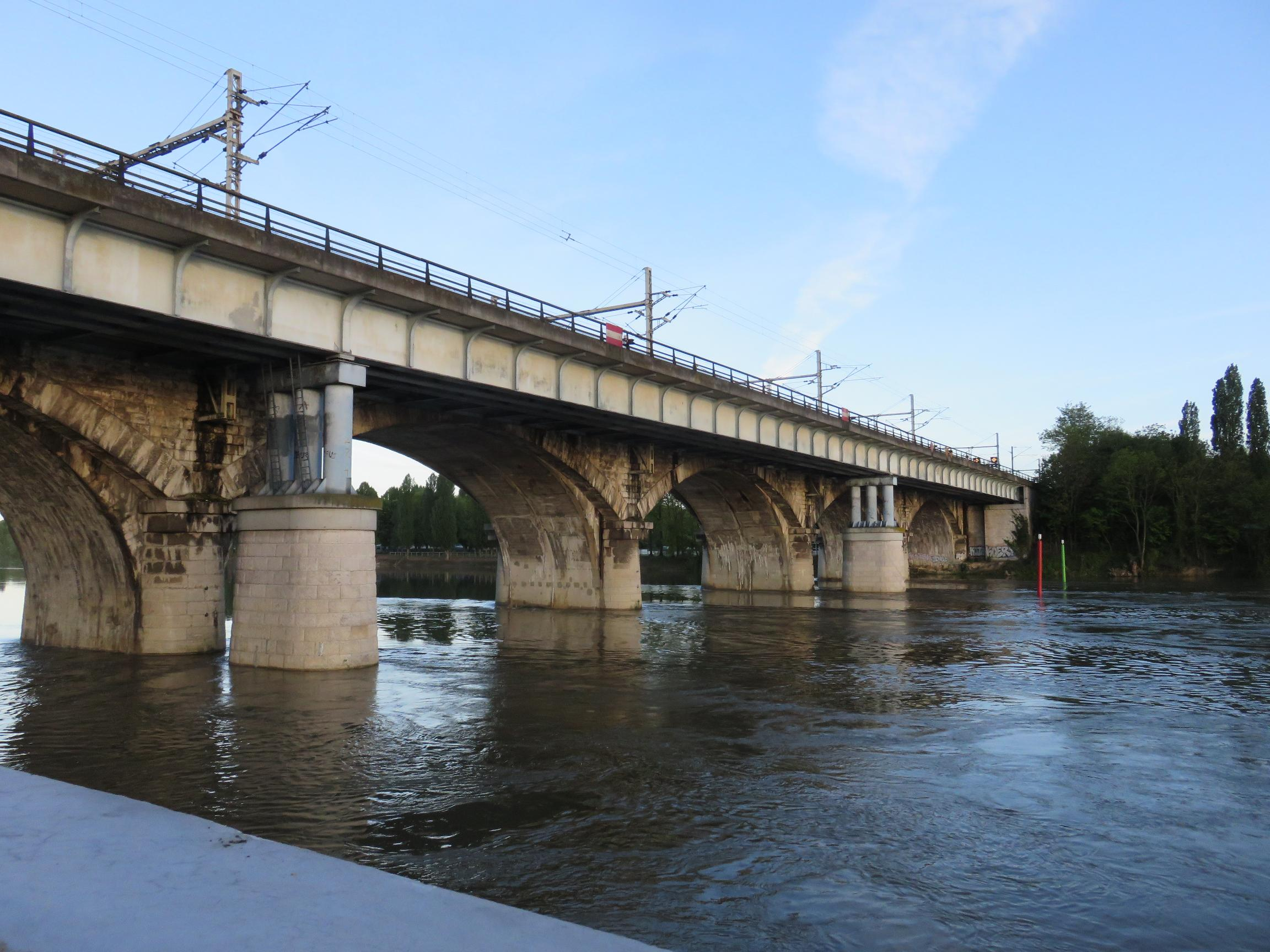
Pont métallique doublant le pont existant en amont de celui-ci depuis 1988.

En septembre 1870 le génie militaire français procède à la destruction du pont routier de Maisons-Laffitte, mais laisse intact le pont ferroviaire à quelques centaines de mètres en amont. Ce dernier a aussitôt été aménagé en pont routier permettant le passage de l'armée prussienne. L'installation d'un pont de bateaux pour assurer la circulation routière permet toutefois la reprise du trafic ferroviaire dès le mois de mars 1871.
En 1895, pour faire face à l'augmentation du poids des locomotives, la compagnie des chemins de fer de l'Ouest décide de construire de nouveaux ponts en arches en pierre. Pour éviter l'interruption des circulations, la ligne est déviée et les nouveaux ponts sont construits à 20 mètres en amont des anciens ponts.
Ces derniers ont été détruits quelques mois après la mise en service des nouveaux ponts, servant temporairement de voie de garage.
Le pont ferroviaire de Maisons-Laffitte est détruit en juin 1940 par le génie militaire français dans l'espoir d'enrayer la progression de l'armée allemande. Il est rapidement réparé et remis en service par les Allemands.
En 1944 plusieurs vagues de bombardements alliés endommagent le pont les 27 et 28 mai 1944, faisant de nombreuses victimes dans les quartiers proches de Sartrouville, puis il est totalement détruit par le bombardement du 24 juin 1944. Il fut reconstruit après la Libération.
En 1988, pour permettre le passage des trains du RER A, il fut nécessaire d'implanter une quatrième voie vers le Nord. Cela se réalisa par la construction sur le grand bras de la Seine d'un pont parallèle constitué d'un tablier métallique, accolé au pont existant à quelques mètres et s'appuyant sur des piles circulaires en béton, construites sur les anciennes fondations des piles 1 et 3 de l'ancien pont en fonte.
Sur le petit bras, les Monuments historiques demandèrent la construction d'un pont voûté, parallèle au pont existant, qui sera en Béton Armé, et imposèrent sur sa face Nord, un revêtement en pierres rapportées, pour donner un aspect similaire aux deux arches. (Voir photo). 

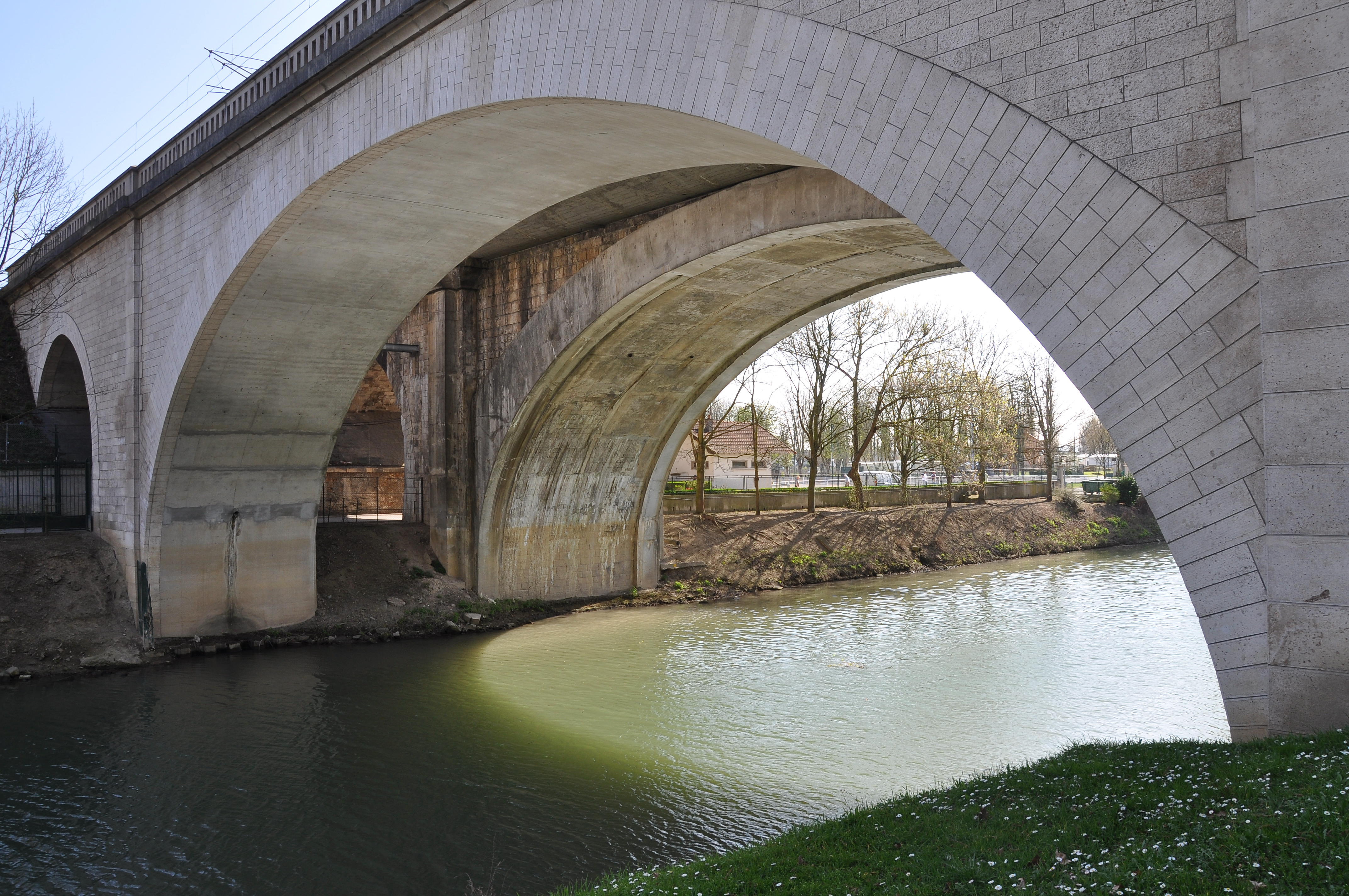
Double pont en arche sur le petit bras de la Seine.